# Уку (муниципалитет)
Уку́ (исп. Ucú) — муниципалитет в Мексике, штат Юкатан, с административным центром в одноимённом посёлке. Численность населения, по данным переписи 2010 года, составила 3469 человек.

## Общие сведения
Название Ucú c майяйского языка можно перевести как: семь лун.
Площадь муниципалитета равна 131 км², что составляет 0,33 % от площади штата, а наивысшая точка — 10 метров над уровнем моря, расположена в поселении Яшче-де-Пеон.
Он граничит с другими муниципалитетами Юкатана: на севере с Прогресо, на востоке с Меридой, на юге с Уманом, и на западе с Хунукмой.

## Учреждение и состав
Муниципалитет был образован в 1925 году, в его состав входит 10 населённых пунктов, самые крупные из которых:
| Код INEGI                  | Населённый пункт                                                        | Численность населения (2005 год) | Численность населения (2010 год) |
| -------------------------- | ----------------------------------------------------------------------- | -------------------------------- | -------------------------------- |
| 100                        | Всего                                                                   | 3057                             | 3469                             |
| 0001                       | Уку (исп. Ucú) 21°01′51″ с. ш. 89°44′49″ з. д. (административный центр) | 2360                             | 2601                             |
| 0003                       | Яшче-де-Пеон (исп. Yaxché de Peón) 21°02′35″ с. ш. 89°45′17″ з. д.      | 691                              | 846                              |
| 0004                       | Йохцонот (исп. Yodzonot) 21°01′35″ с. ш. 89°46′12″ з. д.                | —                                | 4                                |
| 0027                       | Мучиль (исп. Muchil) 21°01′32″ с. ш. 89°43′48″ з. д.                    | —                                | 3                                |
| —                          | Прочие                                                                  | 6                                | 14                               |
| Названия на карте Генштаба |                                                                         |                                  |                                  |

## Экономика
По статистическим данным 2000 года, работоспособное население занято по секторам экономики в следующих пропорциях:
- торговля, сферы услуг и туризма — 40,1 %;
- производство и строительство — 33,1 %;
- сельское хозяйство и скотоводство — 26,4 %.

## Инфраструктура
По статистическим данным 2010 года, инфраструктура развита следующим образом:
- протяжённость дорог: 17,4 км;
- электрификация: 97,1 %;
- водоснабжение: 79 %;
- водоотведение: 66,1 %.

## Достопримечательности
В муниципалитете можно посетить археологические памятники цивилизации майя Тисикуль.

## Фотографии
- Бывшая асьенда Кинтунич
- Яшче-де-Пеон